# La Petite Ellie
Pour plus de détails, voir Fiche technique et Distribution.
La Petite Ellie (en russe : Малютка Элли, Maljutka Elli) est un film russe muet de Yakov Protazanov, sorti en 1918. Le scénario est inspiré de la nouvelle La Petite Roque de Maupassant.

## Synopsis
La petite Ellie est retrouvée assassinée. Fred Norton, le maire, après avoir tenté de retrouver l'assassin, se marie avec Clara, la sœur d'Ellie. Il finit par lui avouer qu'il est le meurtrier et se suicide.

## Analyse
La scène de l'aveu est l'occasion d'un retour en arrière montrant la scène du viol et du meurtre.
La Petite Ellie est l'avant-dernier film tourné par Protazanov en Russie.

## Fiche technique
- Réalisation : Yakov Protazanov
- Scénario : Yakov Protazanov, d'après la nouvelle La Petite Roque de Guy de Maupassant
- Décors : V. Balliouzek
- Opérateur : Fedor Bourgassov
- Production : Ermoliev
- Pays de production : Russie
- Format : Noir et blanc — muet
- Date de sortie : 1918

## Distribution
- Ivan Mosjoukine : Norton, le maire
- Nathalie Lissenko : Clara Clarson
- Kondrina : Ellie
- Nicolaï Panov : Erikson, le commissaire
- Polykarp Pavlov : Patalone
- Ilona Talanov : le docteur